# Vanillekipferl

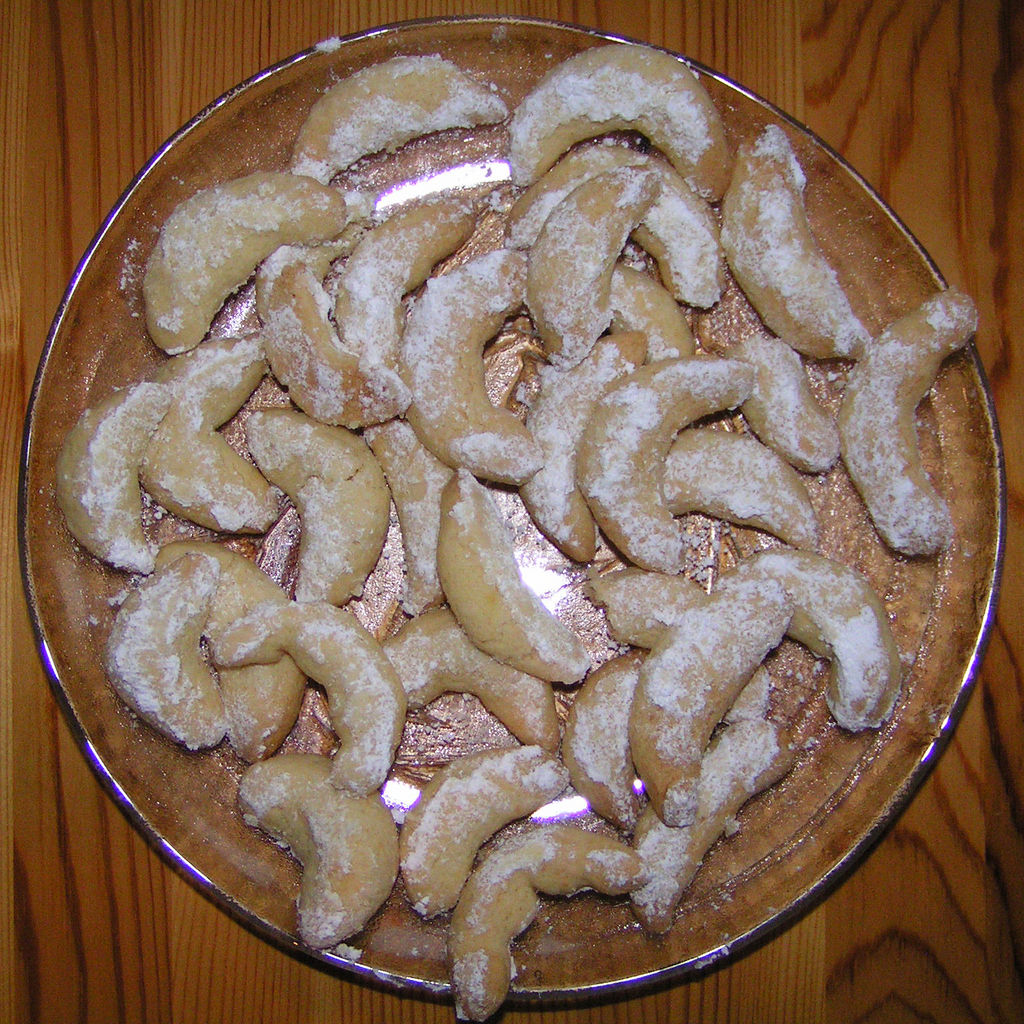
Plato de vanillekipferl

Las vanillekipferl son un tipo de galletas con forma de media luna originarias de Austria y extendidas también en Alemania y Bohemia. Son tradicionales de Navidad, pero pueden consumirse durante todo el año en las cafeterías de Viena. La masa de las vanillekipferl está hecha a base de harina, mantequilla, azúcar y yema de huevo. También contiene almendra rallada o tostada y, dependiendo de la región, nueces o avellanas. Una vez horneadas se las espolvorea por encima azúcar glas. Existe una variante en la cocina húngara llamada vaniliás kifli.
- Datos: Q376845
- Multimedia: Vanillekipferl / Q376845